# Michotamia demeijerei
Michotamia demeijerei är en tvåvingeart som beskrevs av H. Oldroyd 1975. Michotamia demeijerei ingår i släktet Michotamia och familjen rovflugor. Inga underarter finns listade i Catalogue of Life.